# Palpa (Distrikt)

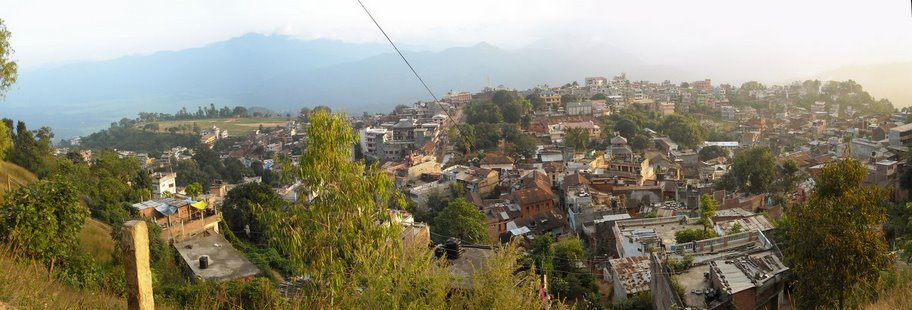
Verwaltungssitz Tansen

Der Distrikt Palpa (Nepali पाल्पा जिल्ला) ist einer der 77 Distrikte in Nepal mit Verwaltungssitz in Tansen.
Der Distrikt gehört zur Provinz Lumbini im südlichen Nepal. Er hat eine Fläche von 1373 km² und hatte bei der Volkszählung 2001 268.558 Bewohner, im Jahre 2011 waren es 261.180. Der Distrikt Palpa erstreckt sich südlich des Unterlaufs der Kali Gandaki.

## Verwaltungsgliederung
Städte (Munizipalitäten) im Distrikt Palpa:
- Rampur
- Tansen

Village Development Committees (VDCs) im Distrikt Palpa:
- Archale
- Argali
- Bahadurpur
- Baldengadhi
- Bandi Pokhara
- Bhairabsthan
- Bhuwan Pokhari
- Birkot
- Boghapokharathok
- Boudhagumba
- Chappani
- Chhahara
- Chidipani
- Chirtungdhara
- Darlamdanda
- Deurali
- Devinagar
- Dobhan
- Fek
- Foksingkot
- Galdha
- Gothadi
- Heklang
- Humin
- Hungi
- Jalpa
- Jhadewa
- Jhirubas
- Juthapauwa
- Jyamire
- Kachal
- Kaseni
- Khanichhap
- Khanigau
- Khasyoli
- Khyaha
- Koldanda
- Kusumkhola
- Madanpokhara
- Mainadi
- Masyam
- Mityal
- Mujhung
- Narayanmatales
- Palung Mainadi
- Pipaldada
- Pokharathok
- Rahabas
- Ringneraha
- Rupse
- Sahalkot
- Satyawati
- Siddheshwor
- Siluwa
- Somadi
- Tahu
- Telgha
- Timurekha
- Wakamalang
- Yamgha